# Silent Night (opera)
Silent Night è un'opera in due atti di Kevin Puts su libretto di Mark Campbell. Basata sul film Joyeux Noël - Una verità dimenticata dalla storia di Christian Carion (2005) e sugli eventi della tregua di Natale del 1914, l'opera è stata portata al debutto alla Minnesota Opera nel 2011 e ha vinto il Premio Pulitzer per la musica l'anno successivo. La prima europea ha avuto luogo il 24 ottobre 2014, in una nuova produzione di Tomer Zvulun, al Wexford Festival Opera in Irlanda.

## Trama

### Prologo
Berlino, estate 1914. In un teatro dell'opera una rappresentazione viene interrotta dall'annuncio dello scoppio della guerra. La vita del cantante d'opera Nikolaus Sprink cambia radicalmente quando viene spedito al fronte, mentre in Scozia il giovane William Dale convince il fratello Jonathan ad arruolarsi. Intanto a Parigi Audebert parte per la guerra, lasciando in città la moglie incinta Madeleine.

### Atto I
Fronte occidentale, 23 dicembre 1914. I soldati francesi e tedeschi non riescono ad avere la meglio sull'esercito tedesco: William muore in battaglia, Nikolaus pugnala un nemico ed è sconvolto dalla violenza che lo circonda.
La sera della vigilia di Natale dei piccoli alberi di Natale vengono consegnati ai soldati tedeschi. Nikolaus è costretto a cantare ad un evento e spera di poter rivedere la moglie Anne durante quell'occasione. I soldati francesi invece ricevono vino, cioccolato e salsicce, mentre a quelli scozzesi viene donato del whiskey. Anna e Nikolaus cantano per Guglielmo di Prussia e la donna segue il marito al fronte dopo l'evento. Durante la notte, mentre un soldato francese cerca di infiltrarsi tra le file tedesche, un soldato scozzese comincia a cantare e Nikolaus risponde cantando Silent Night. I suonatori di cornamusa scozzesi cominciano ad accompagnarlo e Nikolaus erige un albero di Natale sopra la trincea. Inizia dunque una tregua per tutta la notte, durante la quale i soldati passano del tempo insieme e si scambiano provviste. Jonathan però trova il cadavere del fratello e giura vendetta.

### Atto II
25 dicembre 1914. Jonathan seppellisce il fratello mentro i vertici locali dell'ersercito decidono di prolungare la trague per permettere i riti funebri dei soldati caduti nella terra di nessuno. La notizia della tregue raggiunge i quartier generali degli inglesi, francesi e tedeschi, che non apprezzano il gesto e decidono di punire i rispettivi soldati per l'insubbordinazione. Nikolaus viene arrestato, ma Snna lo aiuta a fuggire e raggiungere le trincee francesi, dove chiedono asilo.
Il giorno seguente i soldati scozzesi vengono spediti in prima linea, dove Jonathan spara a un soldato tedesco sul campo di battaglia. Il soldato in realtà è Ponchel, un francese che aveva attraversato le linee nemico travestito da tedesco per visitare la padre. Il francese Audebert viene spedito a Verdun con la sua unità, mentre Guglielmo invia i suoi uomini in Pomerania. La terra di nessuno resta vuota.

## Prima
| Ruolo                                 | Vocalità       | Interprete della prima 12 novembre 2011 (direttore: Michael Christie) |
| ------------------------------------- | -------------- | --------------------------------------------------------------------- |
| L'esercito tedesco                    |                |                                                                       |
| Nikolaus Sprink                       | tenore         | William Burden                                                        |
| Anna Sørensen                         | soprano        | Karin Wolverton                                                       |
| Tenente Horstmayer                    | baritono       | Craig Irvin                                                           |
| Guglielmo di Prussia                  | tenore         | A. J. Glueckert                                                       |
| L'esercito scozzese                   |                |                                                                       |
| Jonathan Dale                         | tenore         | John Robert Lindsey                                                   |
| William Dale                          | baritono       | Michael Nyby                                                          |
| Padre Palmer                          | basso          | Troy Cook                                                             |
| Tenente Gordon                        | baritono       | Gabriel Preisser                                                      |
| Maggiore britannico                   | basso-baritono | Joseph Beutel                                                         |
| L'esercito francese                   |                |                                                                       |
| Tenente Audebert                      | baritono       | Liam Bonner                                                           |
| Ponchel                               | baritono       | Andrew Wilkowske                                                      |
| Generale                              | basso          | Ben Wager                                                             |
| Madeleine                             | soprano        | Angela Mortellaro                                                     |
| Gueusselin                            | basso-baritono | Ben Johnson                                                           |
| Soldati tedeschi, scozzesi e francesi |                |                                                                       |